# Heriaeus charitonovi
Heriaeus charitonovi  (лат.) — вид пауков семейства Пауки-бокоходы (Thomisidae).  Встречается в Центральной Азии (Таджикистан). Длина тела около 10 мм, головогрудь около 4,5 мм. Основная окраска коричневая с примесью белых и жёлтых отметин. Эпигинум самки субтреугольный, по бокам по две пары ямок.
Первые две пары ног развернуты передними поверхностями вверх, заметно длиннее ног третьей и четвёртой пар. Паутину не плетут, жертву ловят своими видоизменёнными передними ногами. Вид назван в честь крупного арахнолога профессора Дмитрия Евстратьевича Харитонова (1896—1990).